# Talisia
Talisia Aubl., 1775 è un genere di piante della famiglia Sapindaceae, diffuso nell'ecozona neotropicale.

## Tassonomia
Il genere comprende le seguenti specie:
- Talisia acutifolia Radlk.
- Talisia angustifolia Radlk.
- Talisia bullata Radlk.
- Talisia carinata Radlk.
- Talisia caudata Steyerm.
- Talisia cerasina (Benth.) Radlk.
- Talisia chartacea Acev.-Rodr.
- Talisia clathrata Radlk.
- Talisia coriacea Radlk.
- Talisia croatii Acev.-Rodr.
- Talisia cupularis Radlk.
- Talisia dasyclada Radlk.
- Talisia douradensis Acev.-Rodr.
- Talisia equatoriensis Acev.-Rodr.
- Talisia esculenta (A.St.-Hil., A.Juss. & Cambess.) Radlk.
- Talisia eximia K.U.Kramer
- Talisia firma Radlk.
- Talisia floresii Standl.
- Talisia furfuracea Sandwith
- Talisia ghilleana Acev.-Rodr.
- Talisia granulosa Acev.-Rodr.
- Talisia guianensis Aubl.
- Talisia hemidasya Radlk.
- Talisia hexaphylla Vahl
- Talisia japurensis (C.DC.) Radlk.
- Talisia laevigata Acev.-Rodr.
- Talisia lanata Acev.-Rodr.
- Talisia longifolia (Benth.) Radlk.
- Talisia macrophylla (Mart.) Radlk.
- Talisia marleneana (Guarim) Acev.-Rodr.
- Talisia megaphylla Sagot
- Talisia microphylla Uittien
- Talisia mollis Cambess.
- Talisia morii Acev.-Rodr.
- Talisia nervosa Radlk.
- Talisia obovata A.C.Sm.
- Talisia oedipoda Radlk.
- Talisia pachycarpa Radlk.
- Talisia parviflora Acev.-Rodr.
- Talisia pilosula Sagot
- Talisia pinnata Radlk.
- Talisia praealta Radlk.
- Talisia prancei Guarim
- Talisia princeps Oliv.
- Talisia retusa R.S.Cowan
- Talisia setigera Radlk.
- Talisia simaboides K.U.Kramer
- Talisia squarrosa Radlk.
- Talisia stricta (H.Karst. & Triana) Radlk.
- Talisia subalbens (Mart.) Radlk.
- Talisia sylvatica (Aubl.) Radlk.
- Talisia velutina Acev.-Rodr.
- Talisia veraluciana Guarim